# B’Boom: Live in Argentina
B’Boom: Live in Argentina – oficjalny bootleg brytyjskiej grupy King Crimson.

## Lista utworów
Album zawiera utwory:

### CD1
1. VROOOM – 7:07
2. Frame by Frame (Belew, Bruford, Fripp, Levin) – 5:28
3. Sex Sleep Eat Drink Dream
4. Red (Fripp) – 4:58
5. One Time – 5:45
6. B’Boom – 6:54
7. THRAK – 6:29
8. Improv – Two Sticks (Gunn, Levin) – 1:26
9. Elephant Talk (Belew, Bruford, Fripp, Levin) – 4:25
10. Indiscipline (Belew, Bruford, Fripp, Levin) – 7:38

### CD2
1. VROOOM VROOOM – 6:18
2. Matte Kudasai (Belew, Bruford, Fripp, Levin) – 3:43
3. The Talking Drum (Bruford, David Cross, Fripp, Jamie Muir, John Wetton) – 5:52
4. Larks' Tongues in Aspic (Fripp) – 7:31
5. Heartbeat (Belew, Bruford, Fripp, Levin) – 5:02
6. Sleepless (Belew, Bruford, Fripp, Levin) – 6:11
7. People – 5:51
8. B’Boom (reprise) – 4:26
9. THRAK – 5:33

## Twórcy
Twórcami albumu są:
- Robert Fripp – gitara, melotron
- Adrian Belew – gitara, wokal
- Tony Levin – gitara basowa, wokal
- Trey Gunn – Chapman stick, wokal
- Bill Bruford – instrumenty perkusyjne
- Pat Mastelotto – instrumenty perkusyjne